# Glanshammars gravfält

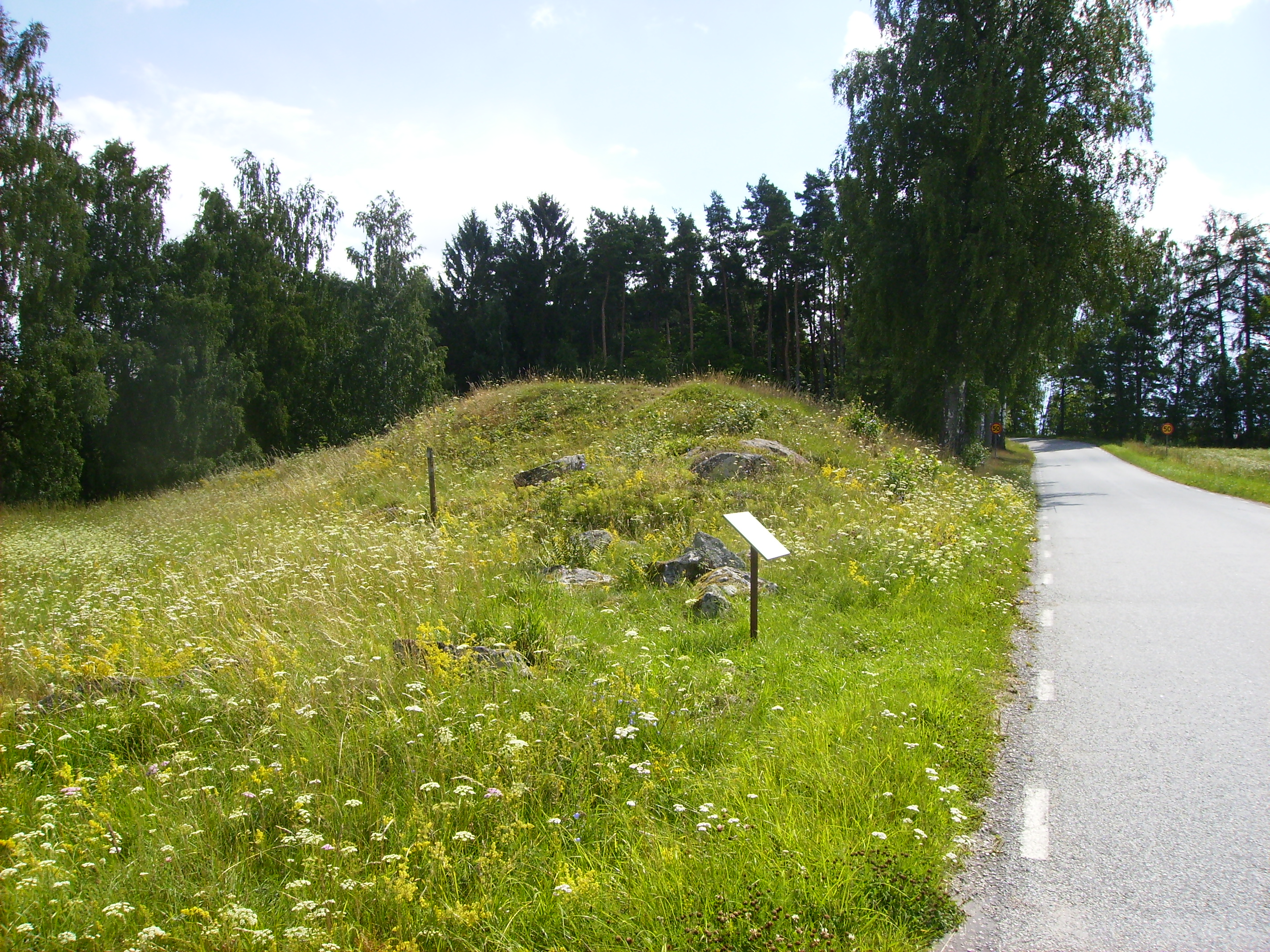
En av gravhögarna sedd från vägen.

Glanshammars gravfält i Glanshammars socken i Örebro kommun är från yngre järnålder (vendel- och vikingatid). Gravfältet ligger några hundra meter från Glanshammars kyrka. Det består av tre gravhögar, tre stensättningar och en skeppssättning. Skeppssättningen är 21 meter lång och sju meter bred och består av nio resta stenar. De två största gravhögarna har en diameter på 13 meter och är knappt två meter höga. 

## Undersökning 1937
När skeppssättningen undersöktes 1937 fann man rester efter troligen två gravar.

## Ängsväxter
Djur- och växtliv är rikt på gravfältet. Det betyder att gravfältet har varit betesmark under lång tid, eller också har man skördat hö under lång tid, för att ha till vinterfoder åt boskapen. På sommaren finns det vårbrodd, vitmåra, brudbröd, gul fetknopp, femfingerört, ljung, gråfibbla, tjärblomster och kärleksört på gravfältet. Där finns på våren också den ovanliga backsippan.